# Melanoxanthus insularis
Melanoxanthus insularis is een keversoort uit de familie kniptorren (Elateridae). De wetenschappelijke naam van de soort is voor het eerst geldig gepubliceerd in 1932 door Van Zwaluwenburg.